# 屈伸
屈伸（1460年—1504年），字引之，号蠖庵，又号东莎居士，直隸河間府任丘縣人，民籍，明朝政治人物。

## 生平
順天府鄉試第二十八名。成化二十三年（1487年）丁未科會試第九十六名，廷試二甲第十八名進士。改翰林院庶吉士，弘治二年（1489年）十一月授户科給事中，三年四月往堪安远侯柳景与巡抚都御史秦紘互讦一事。八年復除禮科給事中，十二年三月升兵科右，十三年九月升吏科左，弘治十四年三月遷兵科都給事中。其在任期間，屢次彈劾各地鎮守太監貪污。卒年四十五。

## 家族
曾祖屈貴能；祖父屈慶；父屈忠，母張氏；繼母孫氏。重庆下。弟正、端、方、楷。

## 延伸阅读
[在维基数据编辑]
 《明史卷一百八十》，出自《明史》